# カル・ランシィの女王
『カル・ランシィの女王』（カル ランシィのじょおう）は、前田珠子による日本のライトノベルシリーズ。イラストは全ておおや和美。
なお、本項では同じ世界を舞台として書かれている「聖獣復活譚」「聖獣覚醒秘譚」（通称「聖獣シリーズ」）についても併せて記述する。

## 概要
「カル・ランシィの女王シリーズ」と「聖獣シリーズ」は、創造神ヴァアルと「聖五氏族」が治める同一世界で書かれている。「永遠楽土」と呼ばれる伝説の時代を経て、世界が綻び始める「聖獣復活譚」「聖獣覚醒秘譚」、世界の末期である「カル・ランシィの女王シリーズ」と時間は流れる。

### 共通世界観
神と人とが共に平穏に暮らしていた永遠楽土。だがその時代は終わりを告げた。創造神ヴァアルは世界を護っていた銀色の聖獣の肉体を封じ、魂を「記憶」と「力」に分けて人へと転生させ、世界を5つの民に委ね、長き眠りについた。創造神ヴァアルから世界を委ねられた民は「聖五氏族」と呼ばれ、聖五氏族はそれぞれ国を作り、世界を治め導いてきた。創造神ヴァアルが目覚めるその日まで。
創造神はヴァアル。聖五氏族はその血を引く者は必ずそれぞれの氏族の特徴を引き継ぐ（ヴェーダ）。世界の末期が舞台となるカル・ランシィの女王シリーズでは既に滅亡した氏族がおり、またその血も薄まりつつある。
聖獣は「永遠楽土」の時代、創造神ヴァアルによって造られ、世界を治める歴代の王たちに仕えた。2つに分かれた魂は幾度も輪廻転生をする。元が1つの魂であるが故に、生まれかわりである2人は強く惹かれ合う。しかし血が近しいもしくは性が同一だったりと、ほぼ2人が結ばれ添い遂げられることはない。「力」は聖獣の記憶も生まれかわった先の記憶を持たないが、「記憶」は聖獣の記憶から今まで生まれかわった人としての記憶まで全て引き継ぐ。

## カル・ランシィの女王シリーズ
主人公は「カル・ランシィ」の「王女」であるが、何故シリーズ名が「女王」になっているのかはまだ明らかにされていない。

### 主な登場人物
アルスリーア
聖五氏族の一つであるカル・ランシィの末王女。カル・ランシィの女王シリーズの主人公。カル・ランシィ一族の特徴そのままに黒髪、黒眼を受け継ぐ。カル・ランシィ一族の能力、「イファン」と呼ばれる多重人格（イフェック）能力を持つ。
アルトウィン
国内の有力貴族フェラ公爵の子息。アルスリーアの従兄であり婚約者。純粋なカル・ランシィの一族だが、薄い金髪に碧の眼を持つ。額に碧星を抱く一級神官。
アルザール
アルスリーアの同母兄。カル・ランシィの王太子でもある。
ウーリー・オージン
塔に住む魔術師。聖五氏族の一つであるドル・ローミンのかつての王で栗毛、鳶色の眼。不老不死であり、「遠視」の能力を持つ。
オルシア
ウーリー・オージンの世話をする少年。白髪、深い緑の眼と「未来視」の能力を持つ。失われたはずの聖五氏族の一つ、アルゼラの最後の生き残り。ウーリー・オージンの魔法により、病魔の進行と時を止められている。
ロイスライゼ
アルスリーアのイフェック、メイロゥが頼った謎の男。黒髪、黒眼。
ゼン
ロイスライゼの女性体。レイラーシュ相手のときは基本的にこちらの姿。
レイラーシュ
銀髪碧眼の青年。夢でしか会えない運命の女性を探してもらうのと引き換えに、ゼン（ロイスライゼ）の運命共同体となっているが、いいように「力」を利用されるだけとなっている。
アルヴィレータ
アルザールの双子の妹、アルスリーアの姉。アルスリーアと同じ「イファン」である。

## 聖獣シリーズ
永遠楽土時代、世界を護りし聖獣の2つに分かれた魂。永遠楽土を治めた偉大なる王達の中で唯一人、輪廻の輪に加わった魂。3つの魂が織りなす物語。「聖獣復活譚」の後日談が「聖獣覚醒秘譚」になる。
聖獣覚醒秘譚
フィアードラウルの養子ロウズミルドは、フィアードラウルの妃候補に挙がっているラウファリカ王女の国、ドーリアへ、フィアードラウルと二人お忍びで旅行することになった。
ドーリアの街を散策していたロウズミルドは、ある一人の少女と出会う。狂おしいまでの既視感に襲われながら、ロウズミルドは彼女、ラウファリカに声をかける。それは、二つに分かれていた聖獣の魂が再び出会った瞬間だった……。

### 登場人物
セラヴィーン（聖獣復活譚）
聖獣復活譚の主人公。通称セラ。母親を亡くし一人で暮らしていた少女。出自は古王国ドーリアの王女。聖獣の「力」の生まれかわり。
カルシール（聖獣復活譚）
シリオンに捕われている古王国ドーリアの王子。セラの双子の兄であり聖獣の「知識と記憶」の生まれかわり。
ラマンリーズ（聖獣復活譚）
聖五氏族シリオンの王子。通称ラマン。
ロウズミルド（聖獣覚醒秘譚）
聖獣覚醒秘譚の主人公。通称ミルド。聖五氏族シリオンの王子、フィアードラウルの養い子。銀髪、青い瞳を持つ、聖獣の片割れ「力」。
ラウファリカ（聖獣覚醒秘譚）
古王国ドーリアの第一王女で王位継承者。フィアードラウルの婚約者でもある。通称ファリカ。聖獣の片割れ「知識と記憶」。
フィアードラウル（聖獣覚醒秘譚）
聖五氏族シリオンの若き王。通称フィアード。金髪碧眼。永遠楽土時代の王の生まれかわり。
サラムサラス（聖獣覚醒秘譚）
フィアードラウルの弟。金髪碧眼。ロウズミルドを実の弟のように可愛がり、態度が急変した兄を訝しく思っている。

## 既刊一覧
カル・ランシィの女王シリーズ（未完）
- 「イファンの王女」1988年9月2日発売[1]、ISBN 4-08-611200-0
- 「竜の牙を超えて」1989年8月3日発売[2]、ISBN 4-08-611317-1
- 「冥界の門」1990年3月2日発売[3]、ISBN 4-08-611392-9
- 「さしのべられた腕」1990年4月27日発売[4]、ISBN 4-08-611413-5
- 「煉獄（外伝）」1993年11月2日発売[5]、ISBN 4-08-611791-6

聖獣シリーズ
- 聖獣復活譚（全2巻）
  - 「まどろみの守護者」1989年1月3日発売[6]、ISBN 4-08-611247-7
  - 「銀の守り手」1989年3月3日発売[7]、ISBN 4-08-611270-1
- 聖獣覚醒秘譚（未完）
  - 「第一部 目覚める日」1991年6月1日発売[8]、ISBN 4-08-611540-9
  - 「第二部 深き闇の檻」1995年3月3日発売[9]、ISBN 4-08-614044-6
  - 「第三部 昏き夜の果て（上）」1998年3月3日発売[10]、ISBN 4-08-614431-X
  - 「第三部 昏き夜の果て（中）」1999年4月27日発売[11]、ISBN 4-08-614580-4